# The Adventures of Peg o' the Ring
The Adventures of Peg o' the Ring er en amerikansk stumfilm fra 1916 af Francis Ford og Jacques Jaccard.

## Medvirkende
- Grace Cunard som Peg
- Francis Ford som Dr. Lund
- Mark Fenton
- G. Raymond Nye
- Peter Gerald